# Sípoló-hegy
A Sípoló-hegy Esztergomban található, a Vaskapu nyugati lejtőjén, a várostól keletre. Török kori földvármaradványáról ismert régészeti terület.
Magassága:
Sípoló-hegy I. – 316,1 méter
Sípoló-hegy II. – 317,6 méter

## Története

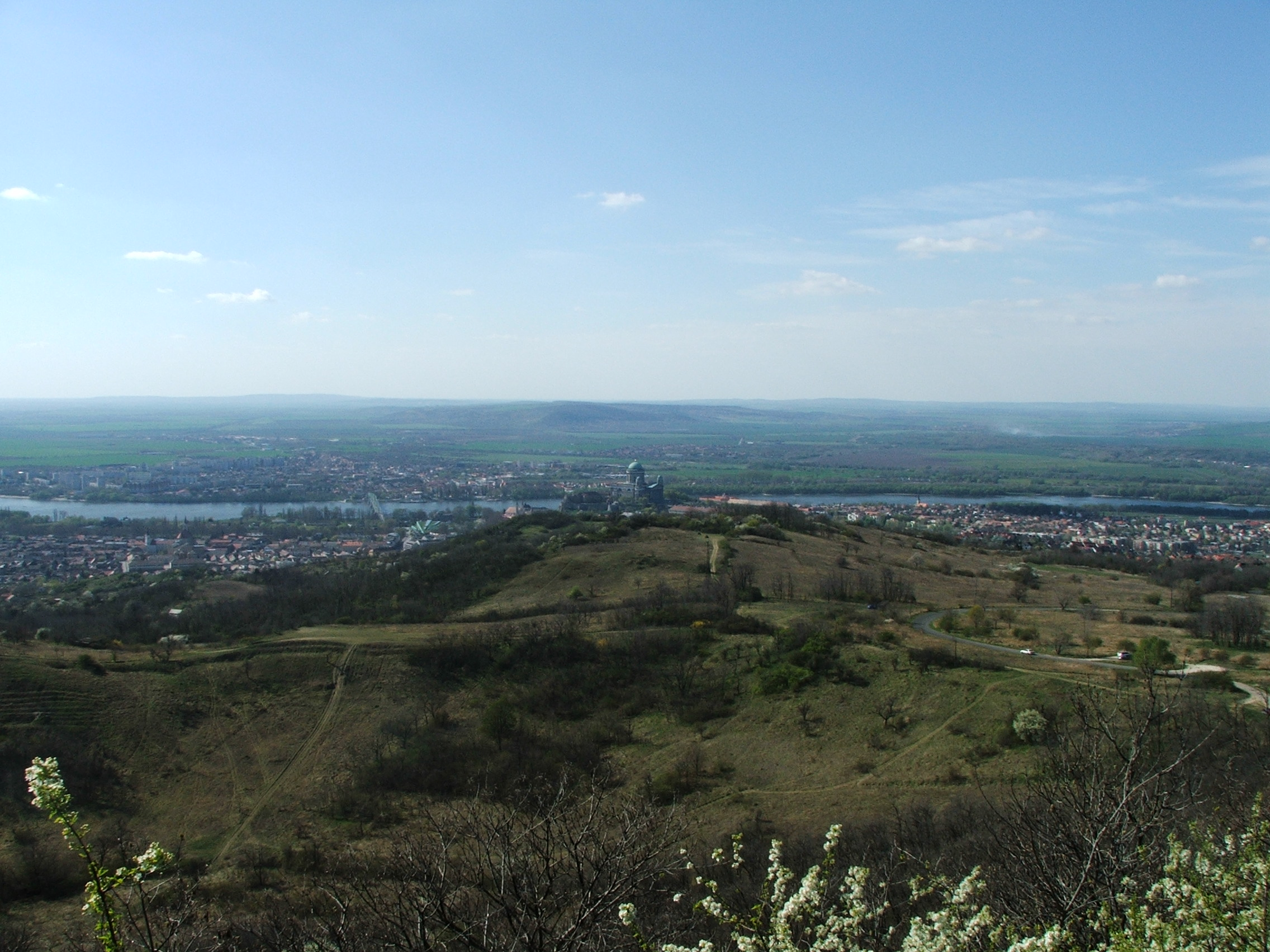
Sípoló-hegy I.

A Sípoló-hegy kiemelkedő csúcsa jelen formájában részben mesterségesen kiképzett sáncmű maradványa.
Az erődöt a 16. század végén, Esztergom 1595. évi ostroma alkalmával építették az ostromló keresztény seregek. Mansfeld Károly fővezér Claudio Cogonaro olasz hadmérnök vezetésével az Esztergom várát körülvevő dombokra őrtoronyszerű kis várakat épített, s azokat árokkal, ágyúkkal és katonai őrséggel erősítette meg. Ezek közül a sípoló-hegyi erőd egy négyszögletes, sarkain óolasz bástyákkal ellátott sáncmű volt. A sáncot akkor Szt. János-erődnek („Forte di santo Giovanni”) nevezték. Az erődítmény sáncait valószínűleg még a török korban maguk a császári seregek hányták szét a vár visszafoglalása után.
A sípoló-hegyi és a többi erődöt több korabeli metszet is ábrázolja.
Napjainkban a bozót miatt a vár területe nyáron szinte áttekinthetetlen, de sáncainak egy része ma is világosan kirajzolódik.